# Schlager-Raketen
Schlager-Raketen ist ein Schlagerfilm aus dem Jahr 1960. Die deutsche Produktion entstand unter der Regie von Erik Ode.

## Handlung
Camillo Felgen ist Moderator bei Radio Luxemburg und organisiert gerade Künstler für seine nächste Ringsendung, die verschiedene europäische Radiostationen mit Live-Auftritten von Schlagerstars verbinden wird. Seine Sekretärin Nanette führt die Telefongespräche mit den Sängern und holt sie vom Flughafen ab. Bei einer solchen Fahrt trifft Nanette auf den Bankangestellten Marcel, der mit seinem Auto im Regen eine Panne hat und sich von ihr einen Wagenheber borgt. Sie leiht ihm das Werkzeug, fährt jedoch weiter, um Peter Kraus vom Flughafen abzuholen.
Marcel, dessen Schwester Trixi gerne Sängerin werden würde und ohne Wissen ihrer Mutter einen Auftritt in der Bar New Orleans plant, kann Nanette nicht vergessen. Sein kleiner Bruder Christian bringt ihn auf die Idee, nach ihr nicht über eine Anzeige, sondern über das Radio zu suchen. Tatsächlich darf Marcel in Camillos Sendung Schlagerfreunde nach der ihm unbekannten Schönen suchen, sieht sie jedoch kurz darauf im Aufnahmestudio. Zu seinem Kummer will Nanette nichts von ihm wissen. Camillo wiederum erhält nach Marcels Radioauftritt so viele Zuschriften, dass er sich entschließt, eine ganze Sendung zu machen, die lange getrennte Paare zusammenführt. Marcel schlägt vor, die Veranstaltung Festival der Herzen zu nennen. Kurzerhand stellt Camillo ihn als Organisator der Sendung ein und macht Nanette dabei zu seiner rechten Hand. Sie hat Marcel regelmäßig ignoriert und mit ihren zahlreichen Starbekanntschaften eifersüchtig gemacht.
Trixis erster Auftritt wird abgesagt, als ihre Mutter dahinterkommt. Sie plant nun, beim Festival der Herzen erstmals vor Publikum zu singen, und ihre Mutter, die rechtzeitig eingeweiht wird, stimmt dem zu. Beim Festival treten schließlich zahlreiche Künstler auf, darunter auch Trixi, und viele sich lang aus den Augen verloren habende Paare treffen sich wieder. Einige Treffen verlaufen gut, andere weniger. Marcel wiederum hat den ganzen Abend mit den Stars und den Paaren zu tun, sodass Nanette eifersüchtig wird und endlich selbst bemerkt, wie er sich bisher gefühlt haben muss. Beide werden am Ende ein Paar. Trixis Lied begeistert wiederum ihre Mutter, sodass auch der Komponist Peter, den Trixis Mutter bisher abgelehnt hat, nun in der Familie willkommen ist. Er und Trixi finden so mit mütterlicher Zustimmung zusammen.

## Produktion
Der Film wurde von August bis September 1960 gedreht und erlebte am 13. Oktober 1960 im Stuttgarter Universum seine Premiere. Die Filmkostüme schuf Eva Maria Schröder, die Bauten stammen von Eva Maria Schröder und Peter Röhrig.
Im Film werden zahlreiche Schlager gesungen:
- Jacqueline Boyer: Oui, oui, oui – ça va, ça va!
- Vivi Bach: Alle Männer sind Räuber
- Heidi Brühl: Chico-Chico Charly
- Cab Calloway: Minnie the Moocher
- Nat King Cole: Mona Lisa
- Duke Ellington and His Orchestra: Sophisticated Lady
- Cornelia Froboess: Nicht so schüchtern, junger Mann
- Trude Herr: So schön wie du
- Peter Kraus: Von Paris bis Hawaii
- Gitta Lind: Was wär das Leben ohne dich
- Lolita: Die Sterne der Prärie
- Max Greger und sein Orchester (u. a. Fredy Brock): Im Harem sind noch Zimmer frei
- Teddy Reno: Sie träumen nur von Amore
- Vico Torriani: Das gibts nur in Paris

## Kritik
Die Filmblätter nannten Schlager-Raketen ein „flottes Feuerwerk musikalischer Unterhaltung“. Für den film-dienst waren Film und Handlung simpel und belanglos und ausschließlich ein „Vorwand für die lieblose Aneinanderreihung von Schlagern“.